# Juan Carlos Rolón
Juan Carlos Rolón (n. 6 de octubre de 1948, Buenos Aires), es un militar argentino perteneciente a la Armada de su país. Se encuentra procesado por delitos de lesa humanidad cometidos durante el llamado Proceso de Reorganización Nacional en el centro clandestino de detención ESMA. En 2011 fue absuelto de los cargos juzgados en la causa «ESMA II», pero quedó detenido a la espera de ser juzgado en la cuarta etapa de la Megacausa ESMA.

## Biografía
Juan Carlos Rolón nació el 6 de octubre de 1948 en la ciudad de Buenos Aires. Sus padres fueron Eduardo Walter Rolón y Marta Susana Tassier. Está casado.

## Trayectoria
Rolón es un Capitán de Fragata retirado de la Armada Argentina. Durante la dictadura era oficial de inteligencia y fue miembro del Grupo de tareas 3.3.2 en el centro clandestino de detención de la Escuela de Mecánica de la Armada. Era el instructor de cursos sobre técnicas represivas para militares de varios países latinoamericanos.
Entre febrero de 1977 y marzo de 1978 cumplió funciones en la Base Naval Puerto Belgrano, en la localidad de Punta Alta. Después integró el Grupo de tareas 3.3.2 en La Esma, centro clandestino de detención que funcionaba dentro de la Escuela de Mecánica de la Armada en Buenos Aires.
Era el Jefe del Mando de Artillería 121 en la provincia de Santa Fe. Desde noviembre de 1976 era el  jefe del Área 212 en Santa Fe.
Fue amparado por la Ley de Punto Final hasta 2003 cuando fue nuevamente juzgado. En 2011 fue absuelto en la causa «ESMA II». Sin embargo aún se encuentra detenido a la espera del juicio por la causa denominada «Chacras de Coria», donde se lo acusa de la "privación ilegítima de la libertad y la apropiación de los bienes de Conrado Hinginio Gómez, Víctorio Cerutti, Omar Masera Pincolini y Horacio Palma, y la sociedad Cerro Lago SA;la sustracción de diversos bienes personales de Conrado Gómez.